# Ahmet Hamdi Tanpınar
Ahmet Hamdi Tanpınar (Estambul, 23 de junio de 1901 - Estambul, 24 de enero de 1962) era un escritor modernista turco, diputado además de la Asamblea Nacional de Turquía de 1942 a 1946 por Kahramanmaraş.

## Biografía
Su familia era de origen georgiano (de Machakheli), su madre falleció en Mosul cuando Ahmet tenía trece años y su padre, Hüseyin Fikri Efendi, era juez. Por su profesión tuvieron que residir en varios sitios: Estambul, Sinop, Siirt, Kirkouk, y Antalya donde estudió en diferentes colegios. Tras abandonar sus estudios de veterinaria, se diplomó en la facultad de letras de la Universidad de Estambul en 1923, y ejerció de profesor de literatura en  Erzurum (1923-1924), Konya y Ankara, y de estética, historia del arte y mitología en la escuela normal de Gazi y en la Academia de Bellas Artes (1932-1939).

## Novelas
- Huzur, 1949
- Saatleri Ayarlama Enstitüsü, 1962
- Sahnenin Dışındakiler, 1973
- Mahur Beste, 1975
- Aydaki Kadın, 1986